# Neoplatyura unifasciata
Neoplatyura unifasciata är en tvåvingeart som beskrevs av Loïc Matile 1988. Neoplatyura unifasciata ingår i släktet Neoplatyura och familjen platthornsmyggor.
Artens utbredningsområde är Elfenbenskusten. Inga underarter finns listade i Catalogue of Life.